# Птолемей VI
Птолемей VI Филометор (на гръцки: Πτολεμαῖος Φιλομήτωρ) е фараон на Древен Египет от династията на Птолемеите. Син на Птолемей V и Клеопатра I. Управлява в периода 180 – 145 пр.н.е.
След смъртта на Птолемей V, неговият син Птолемей VI го наследява в Египет едва на 6-годишна възраст. Управлява съвместно с майка си Клеопатра I до 176 г. пр.н.е., във връзка с което е даденият му епитет Филометор (гр. „обичащ майка си“). След смъртта на майка си все още непълнолетният Птолемей VI се жени за сестра си Клеопатра II в 175 пр.н.е., докато правителството се ръководи от различни регенти.
През 170 – 168 пр.н.е. между Селевкидската и Птолемейската династия се води т.нар. Шеста сирийска война, след като царят на Селевкидите Антиох IV Епифан (брат на майката на Птолемей VI) нахлува в Египет, окупира Делтата и обсажда Александрия. Антиох IV дори се обявява за владетел на царството, когато Птолемей VI избягва от обсадената столица Александрия и се присъединява към вражеския лагер. Въпреки това обаче Антиох IV е убеден от римския пратеник Гай Попилий Ленат да се оттегли и да се откаже от претенциите си, под заплахата от война с Рим. Така, независимо от силните си позиции, селевкидският цар не съумява да поддържа за дълго контрола си над египетската политика посредством младия Птолемей VI, който, след оттеглянето на вуйчо си, отново попада под влиянието на регенти.
Птолемей VI управлява по-късно съвместно със сестра си Клеопатра II и брат си Птолемей VIII Фискон, който се вдига на бунт и с поддръжката на тълпата прогонва брат си от Александрия през 164 пр.н.е. Прогоненият Птолемей VI търси убежище в Рим и лично измолва помощта на Сената. С подкрепата на римляните Птолемей VI се връща на власт след една година, но управлението му е нестабилно поради множеството въстания в Египет и съперничеството с брат му Птолемей VIII Фискон, който се установил в Киренайка.
През 154 пр.н.е. Птолемей VIII Фискон, който търси подкрепата на Рим, обвинявайки брат си в опит да го убие, безуспешно напада Кипър. След неговия неуспех, Птолемей VI Филометор предпочита да поднови мирните отношения, вместо да поведе нова война срещу Фискон.
Към края на царуването си Птолемей VI се намесва в междуособиците, избухнали в Сирия между самозванецът Александър I Балас и законният наследник на селевкидската династия Деметрий II Никатор. Птолемей VI заема страната на Деметрий II, въпреки че Александър Балас бил поставен на трона с одобрението на Рим. През 145 пр.н.е. Птолемей VI предприема успешна интервенция в Сирия и дава сирийския трон на Деметрий, но по време на последната битка срещу Александър Балас, Птолемей VI става жертва на тежък инцидент – падайки от коня си е посечен от вражеските войници и умира няколко дни по-късно в резултат на получените рани.
В Египет е наследен от брат си Птолемей VIII Фискон и Клеопатра II. Потомци на Птолемей VI от сестра му Клеопатра II са Птолемей VII, Клеопатра Теа и Клеопатра III. В историята си Полибий споменава че Птолемей VI проявява великодушие и действа решително в трудните моменти, въпреки склонността да се отдава на удоволствия и леност.
- Златна гравюра, представяща Птолемей VI като елинистически владетел
- Златна гравюра, представяща Птолемей VI като египетски фараон